# Жеро II (граф Макона)
Жеро (Жерар) II де Макон (Géraud (Gérard) II de Mâcon) (ум. 1224/1225) — граф Макона и Вьенна с 1224.
Сын Гильома IV де Макона и его жены Шоластики Шампанской.
Участвовал в войнах, которые вёл граф Осона Этьен III (кузен отца) против герцога Меранского.
Был женат (свадьба - не позднее 1211 г.) на Аликс Гигонь де Форе, дочери графа Гига III де Форе. Дочь:
- Аликс де Макон, графиня Макона и Вьенна. В 1239 году продала графство Макон французскому королю Людовику Святому.

Согласно историкам 18-19 веков, Жеро II умер раньше отца — в 1220 или 1223 году.